# 今野恵子
今野 恵子（いまの けいこ）は、日本の音楽家・ピアニスト。

## 経歴
成城短期大学卒業。ソロおよび伴奏で活動。国際芸術連盟会員。

## 受賞歴
- 第5回 エレーナ・リヒテル国際ピアノコンクール 第3位

## 参考
- 組曲ひろしまの夏を普及する会
- the glee ☆Little Singers☆
- 文化的な日々 第5回エレーナ・リヒテル国際ピアノコンクールの大学・一般部門は、小針彩乃（東京音大2年）が優勝
- 国際芸術連盟　アーティスト